# Dangerous (álbum de Yandel)
Dangerous (en español: Peligroso) es el tercer álbum de estudio como solista del cantante puertorriqueño Yandel, integrante del dúo Wisin & Yandel, publicado el 6 de noviembre de 2015 a través del sello discográfico Sony Music Latin. Producido mayoritariamente por Marco «Tainy» Masis y Roberto Vázquez, más conocido como «Earcandy». Contiene 16 canciones con las colaboraciones de Pitbull, Nicky Jam, Lil Jon, French Montana, Tego Calderón, entre otros.

## Recepción
Fue considerado como uno de los mejores álbumes latinos de 2015 por la revista estadounidense Billboard, además de recibir una nominación al Premio Lo Nuestro en la categoría “Álbum Urbano del Año” en 2016.

## Reconocimiento
| Publicación | Lista                                          | Posición |
| ----------- | ---------------------------------------------- | -------- |
| Billboard   | (10 Best Latin Albums of 2015: Critics’ Picks) | 10       |

## Antecedentes
Después de la separación del dúo a mediados de 2013, ambos artistas tuvieron un gran éxito con sus respectivos álbumes como solista, Wisin con su álbum titulado El regreso del sobreviviente y Yandel con De líder a leyenda, que fue nominado a los Premios Grammy Latinos de 2014. En medio de esta oleada de éxitos, publicó un EP y un álbum en vivo, ambos grabados a mediados de 2014 y que fue titulado Legacy: De Líder a Leyenda, alcanzando la primera posición en los Latin Rhythm Albums. Por otro lado, Wisin totalmente centrado en su próximo álbum de estudio, Los vaqueros: La trilogía, que fue publicado en septiembre.
En ese mismo año, antes del lanzamiento del álbum, el cantante fue nominado para cuatro Premio Lo Nuestro y una concesión de la música de América Latina sin éxito, así como dos nominaciones a los Premios Grammy Latinos en noviembre, dos semanas después del lanzamiento de su álbum.
Dangerous fue el último álbum en el que el rapero Christian Ramos, más conocido como Syko, trabajó como compositor, ya que falleció en Orlando el 27 de diciembre de 2015. Syko había coescrito también en los dos anteriores álbumes de Yandel en las canciones «La Cama» y «Jaque Mate».
El eslogan Dangerous fue utilizado por primera vez en 2011 en la canción «Tumbao», de Yandel con De La Ghetto (escrito por ellos y el productor Tainy), a partir de la edición de lujo del dúo del álbum Los vaqueros: El regreso, y no se utilizó de nuevo hasta 2014.

## Producción y publicación
Dangerous se grabó entre 2014 y 2015 en Criteria Studios en Miami, Estados Unidos, con la voz de Lil Jon en «Calentura Trap Edition» grabado en el estudio DMI en Las Vegas, Estados Unidos. 16 canciones fueron elegidas de 30 grabaciones para el álbum. El electropop «Somos Uno» fue publicado el 18 de septiembre de 2015 y el 2 de octubre fue liberado «Encantadora».
Hay dos canciones que fueron lanzadas originalmente con Yandel como artista invitado; «Báilame» que fue lanzado el 31 de julio de 2015 como sencillo de Alex Sensation, mientras que el vídeo musical fue publicado en su canal VEVO el 22 de octubre. «Yo Soy del Barrio» se estrenó en agosto de 2015 en el programa radial “El Coyote The Show” como una canción puramente promocional para el concierto de Tego Calderón en el Coliseo José Miguel Agrelot. Su versión jingle es diferente a la que sale en el disco, ya que Tego cambió sus letras.
El álbum fue masterizado por Mike Fuller, quien también trabajó en otros álbumes de reguetón ese mismo año. Entre ellos se destacan Visionary de Farruko, The Last Don 2 de Don Omar y La melodía de la calle: 3rd Season de Tony Dize. En cuanto a los instrumentos musicales, el álbum posee como base teclado electrónicos y sintetizadores como los principales, con algunas excepciones que incluyen la guitarra acústica en «No Sales de Mi Mente», «Encantadora», «Imaginar» y «Yo Soy del Barrio». Otros instrumentos que aparecen en el álbum son un trombón en «Fantasía» y una guitarra eléctrica en «Yo Soy Del Barrio». En algunos temas, como «Encantadora» se aprecia una mezcla con sonidos caribeños, con electropop, pop latino y hip-hop apareciendo en otros temas del álbum.

## Promoción

### Actuaciones en vivo
Durante el lanzamiento del álbum, Yandel afirmó que cantaría algunos temas del álbum previo a la pelea de Miguel Cotto ante Saúl “Canelo” Álvarez, además de confirmar el inicio de su tour para diciembre en Estados Unidos y varios países de América Latina. Durante diciembre de ese mismo año, se volvió el primer artista en hacer un concierto livestream por Tidal. Durante los Premio Lo Nuestro en febrero de 2016, interpretó el sencillo «Encantadora» en vivo, además de participar en un medley posterior junto a Farruko y el dúo Zion & Lennox en su presentación de «Embriágame» y «Pierdo la cabeza».

### Alianzas
En marzo de 2016, Yandel se convirtió en el primer artista puertorriqueño en firmar con Roc Nation, una compañía fundada por el rapero Jay Z en 2008. Esto probablemente le permitiría a Yandel hacer una colaboración con una de sus cantantes favoritas a nivel norteamericano, Rihanna, quien también pertenece a la compañía.

### Sencillos
- «Encantadora» fue lanzado como el primer sencillo el 2 de octubre de 2015. Fue escrito por Carlos «Farruko» Reyes, Eduardo «Dynell» Vargas y Egbert «Haze» Rosa, el tema trata sobre una hermosa y encantadora mujer que Yandel quiere como su pareja. El video musical fue filmado en Puerto Rico bajo la dirección de Carlos Pérez, cuenta con la participación de Monique Pérez (Miss Universe Puerto Rico 2013), Los Hermanos Ayala y residentes del pueblo de Loíza, Pueblo cultural de ese país. El tema alcanzó la primera posición del Latin Airplay en 2016.[19] Se publicó un remix con Farruko y Zion & Lennox el 18 de marzo de 2016.[20]

- «Nunca me olvides» fue lanzado a través de su álbum el 6 de noviembre de 2015. El cortometraje, fue lanzado el 12 de julio de 2016 como su segundo single y dirigido por Carlos R. Pérez, grabado en Hollywood.[21] El vídeo musical muestra que Yandel y su novia tienen un accidente de coche, más tarde se está a la espera de que ella despierte, pero parece que ella está en un estado vegetativo, así que va a una iglesia para orar durante días. Su figura a continuación, desaparece mientras que su novia entra al lugar y apaga su vela, lo que sugiere que ella terminó muriendo. El vídeo comparte algunas similitudes con el sencillo «Llamado de Emergencia» de Daddy Yankee. El tema alcanzó la posición número 15 en el Hot Latin Songs de Billboard el 24 de septiembre de 2016. Un remix con Don Omar fue publicado en 2017.[22]

- «Loba» fue escrita por Yandel, Justin Quiles y Tainy, que es también el productor del tema. Fue publicado como el tercer sencillo el 28 de octubre de 2016 junto a su vídeo musical,[23] dirigido por Jessy Terrero y grabado en Miami en julio, con la participación de la modelo Génesis Dávila.[23] Es una canción que trata sobre una mujer que va con frecuencia a las discotecas que atrae a los hombres, con su figura y personalidad solo por diversión.[24]

### Otros temas destacados
- «Calentura» fue publicada originalmente el 16 de marzo de 2015, del cual se desprendió un remix con la colaboración de Tempo.[25] Posteriormente, en septiembre se publicó la versión Trap Edition con el rapero estadounidense Lil Jon, que aparecería en la edición final del álbum. Esta decisión causó una reacción negativa en Tempo, quién se descargó en redes sociales.[26]

- «Somos Uno» lanzado el 18 de septiembre de 2015. Se trata de una canción electropop con una temática social, diciendo que no hay diferencias entre los seres humanos. Fue escrita por Yandel, Syko, Earcandy y Nesty (que es también productor). Yandel presentó el tema en el sorteo de la Copa América Centenario el 21 de febrero de 2016.[27]

- «No Sales de mi Mente» lanzado el 16 de octubre de 2015, fue escrita por Yandel, Nicky Jam y Saga Whiteblack, que también produjo. Es un reguetón romántico que cuenta la historia de un hombre que no puede olvidarse de un viejo amor. La canción alcanzó la posición 25 en la lista Latin Digital Song Sales en noviembre del mismo año.[28]

- «Mi Combo» junto al rapero Future fue publicado el 6 de noviembre de 2015. Un vídeo musical fue publicado en abril de 2016 bajo el canal oficial de YouTube de Yandel, con la dirección a cargo de Carlos Suárez, más conocido como Spiff TV.[29] La producción musical estuvo a cargo de The Mekanics, Tainy y Nely.[30]

## Dangerous Tour
Fechas
| Fecha               | Ciudad                               | Lugar                                  |
| ------------------- | ------------------------------------ | -------------------------------------- |
| Primera mitad       |                                      |                                        |
| 14 de abril de 2016 | Las Vegas Estados Unidos             | The Tommy Wind Theater & Events Center |
| 16 de abril de 2016 | Orlando Estados Unidos               | Universal Mardi Gras                   |
| 18 de abril de 2016 | Puebla México                        | Centro Expositor                       |
| 20 de abril de 2016 | Boston Estados Unidos                | House Of Blues                         |
| 22 de abril de 2016 | New Jersey Estados Unidos            | Prudential Center                      |
| 26 de abril de 2016 | Miami Estados Unidos                 | Ice Palace                             |
| 30 de abril de 2016 | Punta Cana República Dominicana      | Imagine Cave                           |
| 7 de mayo de 2016   | Denver Estados Unidos                | National Western Complex               |
| 2 de junio de 2016  | Maracaibo Venezuela                  | TBA                                    |
| 3 de junio de 2016  | Puerto La Cruz Venezuela             | TBA                                    |
| 4 de junio de 2016  | Valencia (Estado Carabobo) Venezuela | Forum de Valencia                      |
| 5 de junio de 2016  | Caracas Venezuela                    | Poliedro de Caracas                    |
| 8 de junio de 2016  | Buenos Aires Argentina               | Luna Park                              |
| 18 de junio de 2016 | Guatemala                            | Estadio Cementos Progreso              |

## Lista de canciones
- Todas las canciones fueron escritas por Llandel Veguilla, excepto en donde se especifique.[1]

| N.º | Título                                        | Escritor(es)                                                           | Productor(es)               | Duración |  |
| 1.  | «Calentura Trap Edition» (featuring Lil Jon)  | Jonathan Smith · Gabriel Lebrón · Alberto Duprey · Egbert Rosa Cintrón | Onell Flow                  | 3:39     |  |
| 2.  | «Nunca Me Olvides»                            | Víctor Viera Moore                                                     | Jumbo                       | 4:03     |  |
| 3.  | «Loba»                                        | Marcos Masis · Justin Quiles                                           | Tainy                       | 3:34     |  |
| 4.  | «Fantasía»                                    | José Castro · Juan Santana Lugo · Oscar Hernández                      | Motiff · Santana (co.)      | 4:29     |  |
| 5.  | «No Sales de Mi Mente» (featuring Nicky Jam)  | Nick Rivera Caminero · Christian Mena                                  | Saga Whiteblack             | 3:24     |  |
| 6.  | «Asesina» (featuring Pitbull)                 | Armando Pérez · Jesús Manuel Nieves Cortes · M. Masis                  | Tainy                       | 3:53     |  |
| 7.  | «Encantadora»                                 | Carlos E. Reyes Rosado · Eduardo A. Vargas Berrios · E. Rosa Cintrón   | Haze                        | 4:00     |  |
| 8.  | «Déjame Explorar» (featuring French Montana)  | Karim Kharbouch                                                        | DJ Luian · Alex Killer      | 4:04     |  |
| 9.  | «Imaginar»                                    | V. Viera Moore                                                         | Jumbo                       | 4:01     |  |
| 10. | «Somos Uno»                                   | Christian Ramos · Ernesto F. Padilla · Roberto Vázquez                 | Nesty                       | 3:00     |  |
| 11. | «Báilame» (featuring Shaggy, Alex Sensation)  | Javier Salazar · Oniel Rosario · Orville Burrel                        | Alex Sensation              | 3:54     |  |
| 12. | «Bella Bella»                                 | E. Vargas · M. Masis                                                   | Tainy                       | 3:02     |  |
| 13. | «Yo Soy del Barrio» (featuring Tego Calderón) | Tegui Calderón · C. Ramos · Alfonso Ordóñez · R. Vázquez               | Ray Casillas                | 2:59     |  |
| 14. | «Mi Combo (Spiff TV)» (featuring Future)      | Michael Hernández · Carlos Suárez · Nayvadius Wilburn                  | The Mekanics · Nely · Tainy | 3:31     |  |
| 15. | «Tu Cura» (featuring Gadiel)                  | Gadiel Veguilla · William Ríos                                         | Luny Tunes                  | 3:49     |  |
| 16. | «Riversa» (featuring De La Ghetto)            | Rafael Castillo · Víctor Delgado · Francisco Saldaña · Víctor Cabrera  | Luny Tunes · Predikador     | 3:21     |  |

## Remix
| N.º | Título                                                    | Escritor(es)                                                                                           | Productor(es)                                              | Duración |  |
| 1.  | «Encantadora (Remix)» (featuring Farruko · Zion & Lennox) | L. Veguilla · Carlos Reyes · Eduardo Vargas · E.Rosa · Felipe Céspedes · Felix Ortiz · Gabriel Pizarro | Egbert Rosa Cintrón(Haze)                                  | 4:12     |  |
| 2.  | «Imaginar (Salsa Version)» (featuring Víctor Manuelle)    | L. Veguilla · Victor Viera · Victor Manuelle                                                           | Victor Viera Moore(Jumbo EQPS) · Roberto Vázquez(Earcandy) | 3:14     |  |
| 3.  | «Nunca Me Olvides (Remix)» (featuring Don Omar)           | L. Veguilla · Victor Viera · William Landrón(Don Omar)                                                 | Victor Viera Moore(Jumbo EQPS) · Roberto Vázquez(Earcandy) | 3:40     |  |

## Créditos y personal
- Llandel Veguilla: voz principal (todas), coros ((2-3, 5-6, 9-12, 14-16), voces doble vía (todos) y letras (todos).

## Posición de listas
| Listas (2015)                       | Mejor posición |
| ----------------------------------- | -------------- |
| Billboard 200                       | 101            |
| Latin Rhythm Albums (Billboard)     | 1              |
| Top Latin Albums (Billboard)        | 1              |
| Top Album Sales (Billboard)         | 65             |
| Top Current Album Sales (Billboard) | 61             |

| Listas (2016)                   | Mejor posición |
| ------------------------------- | -------------- |
| Latin Rhythm Albums (Billboard) | 1              |
| Top Latin Albums (Billboard)    | 6              |
| Listas (2017)                   | Mejor posición |
| Top Latin Albums (Billboard)    | 25             |

## Ventas y certificaciones
Según Nielsen SoundScan, Dangerous vendió 5.000 copias en los Estados Unidos durante su primera semana de lanzamiento, mil ventas menos que su anterior álbum de estudio, De líder a leyenda, que más tarde recibió una certificación de oro por la Asociación de la Industria de la Grabación de América (RIAA) tras haber superado las 30.000 copias vendidas en los Estados Unidos.
El disco permaneció una semana en la primera posición de la lista Top Latin Albums de Billboard, en la que apareció 17 semanas no consecutivas desde noviembre de 2015 hasta marzo de 2016. En octubre de 2016 Yandel fue sorprendido por el boxeador puertorriqueño José Cotto, quien le otorgó dos certificaciones RIAA: Platinium por Dangerous que vendió 60.000 copias y 5 Platinium por su sencillo "Encantadora" tras vender 300.000 copias, que también se certificó con 2 Platino en España unos meses antes.
| País           | Organismo certificador | Certificación | Ventas certificadas | Ref.   |
| -------------- | ---------------------- | ------------- | ------------------- | ------ |
| México         | AMPROFON               | Oro           | 30,000              | [ 39 ] |
| Estados Unidos | RIAA                   | Platino       | 60,000              | [ 40 ] |